# Delegat Konferencji Episkopatu Polski ds. ochrony dzieci i młodzieży

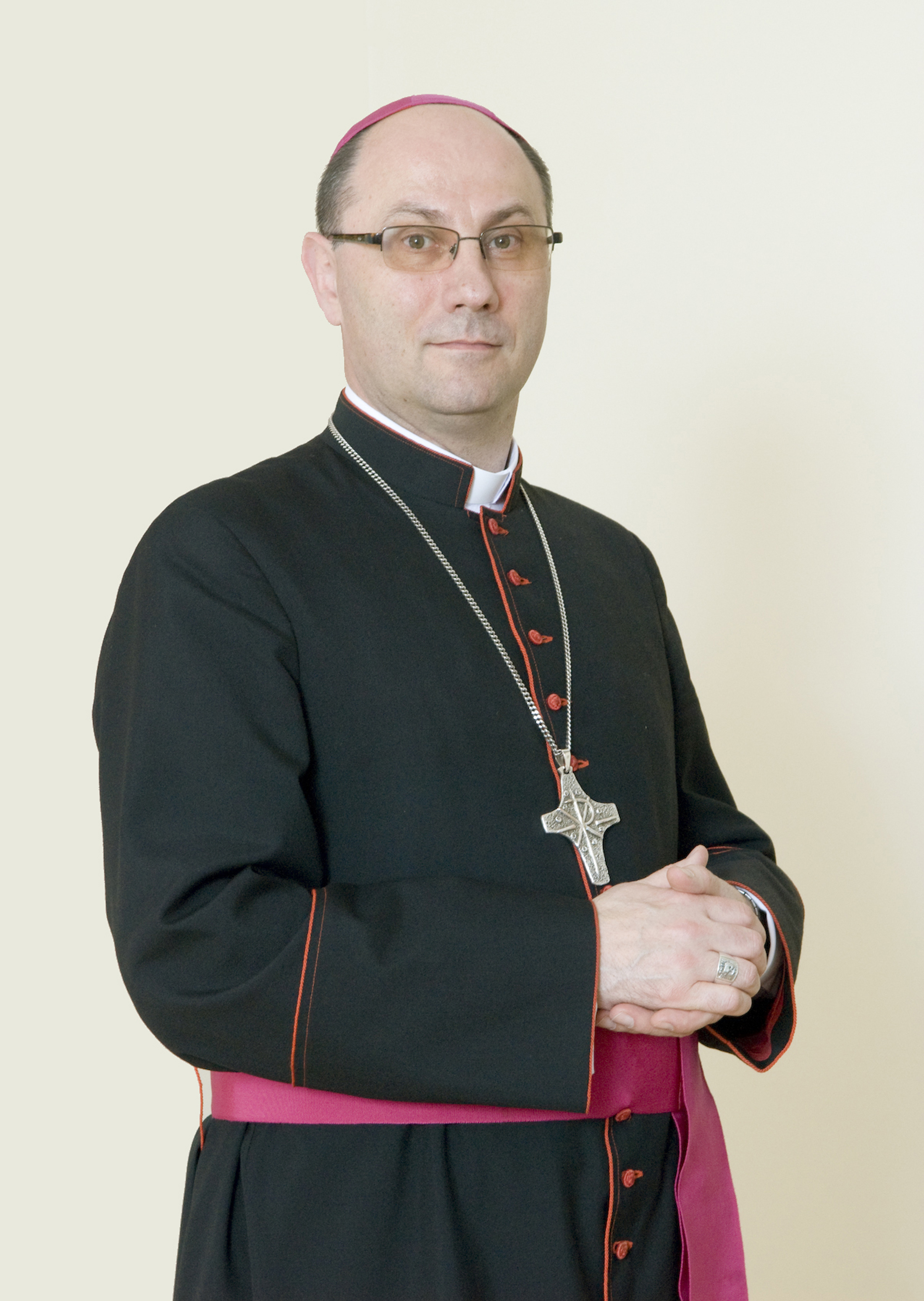
Wojciech Polak – delegat KEP ds. ochrony dzieci i młodzieży

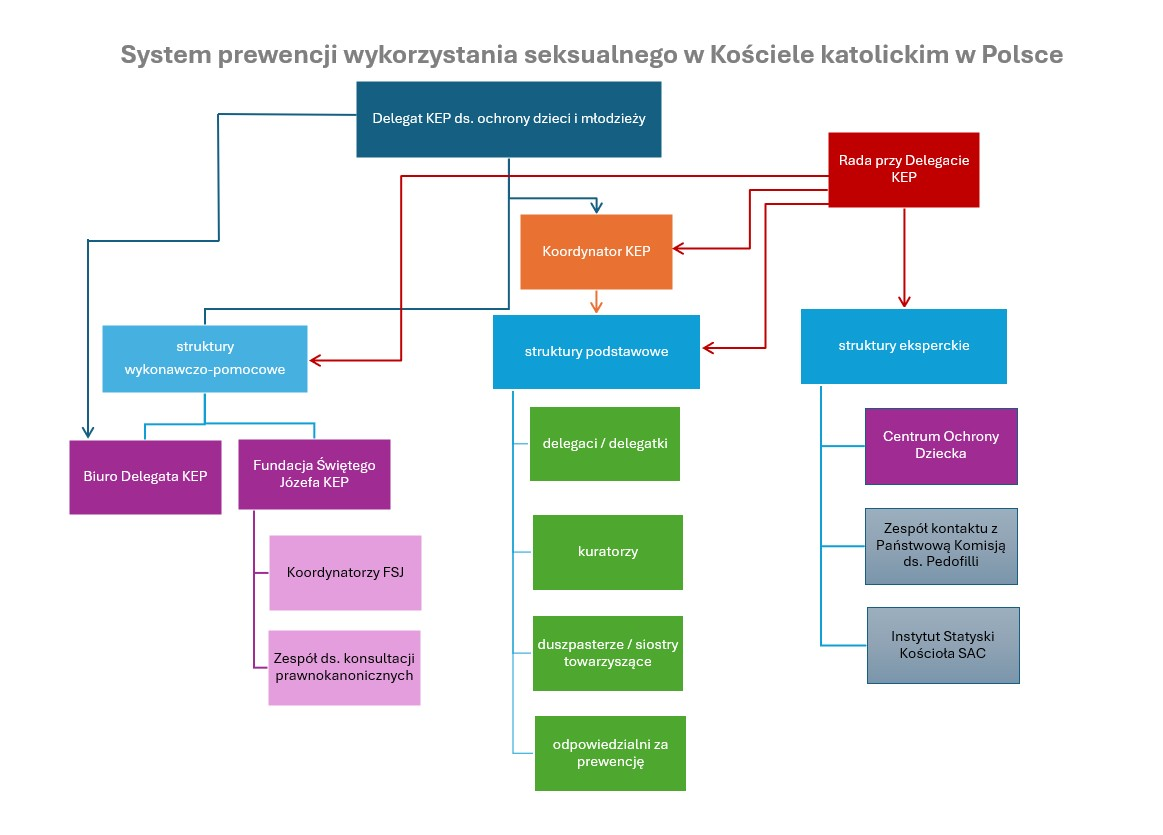
System prewencji wykorzystania seksualnego w Kościele katolickim w Polsce

Delegat Konferencji Episkopatu Polski ds. ochrony dzieci i młodzieży – organ w strukturze Konferencji Episkopatu Polski odpowiedzialny za systemową ochronę małoletnich przed wykorzystywaniem seksualnym w środowisku kościelnym w Polsce oraz za pomoc pokrzywdzonym. Z urzędu przewodniczący rady Fundacja Świętego Józefa KEP. Od 2019 funkcję tę sprawuje abp Wojciech Polak.

## Powołanie i zadania
Funkcja  Delegat KEP ds. ochrony dzieci i młodzieży została ustanowiona 14 marca 2019 przez biskupów KEP zebranych na 382 Zebraniu plenarnym. Celem ustanowienia nowej funkcji było zintensyfikowanie działań biskupów z zakresie systemowej ochrony dzieci i młodzieży przed wykorzystywaniem seksualnym w środowisku kościelnym, a także wypracowanie i wdrożenie systemowych rozwiązań w tym zakresie, jak również w zakresie pomocy ofiarom nadużyć seksualnych. Jednocześnie podjęto uchwałę o powołaniu na tę funkcję abp. Wojciecha Polaka określając długość kadencji Delegata na 5 lat.
Głównym zadaniem Delegata KEP ds. ochrony dzieci i młodzieży jest kierowanie działaniami i komunikacją pomiędzy biskupami w zakresie systemowej ochrony dzieci i młodzieży przed wykorzystywaniem seksualnym w Kościele w Polsce, a także kontrola by działania te były zgodne z normami prawa kanonicznego. Delegat nie ma jednak żadnej władzy ani specjalnych uprawnień nad biskupami i innymi przełożonymi kościelnymi, ponieważ za swoje decyzje odpowiadają oni bezpośrednio papieżowi. Swoje zadania realizuje przy pomocy Biura Delegata KEP ds. ochrony dzieci i młodzieży, działającego od września 2019 r. przy Sekretariacie KEP.
W listopadzie 2021 ukonstytuowała się Rada przy Delegacie KEP, której celem jest nakreślenie wspólnego planu działania systemu prewencji wykorzystania seksualnego w Kościele w Polsce. Radę tworzą: Delegat KEP, Koordynator Konferencji Episkopatu Polski ds. ochrony dzieci i młodzieży, przedstawiciele grup systemu prewencji, a więc delegatów, duszpasterzy pokrzywdzonych, kuratorów, koordynatorów Fundacji Świętego Józefa KEP oraz przedstawiciele Biura Delegata KEP, Fundacji Świętego Józefa, Centrum Ochrony Dziecka i zespołu ds. konsultacji prawnokanonicznych przy Fundacji Świętego Józefa.
Delegat KEP ds. ochrony dzieci i młodzieży jest przewodniczącym Zespołu do kontaktu z Państwową Komisją ds. Pedofilii oraz przewodniczącym Rady Fundacji Świętego Józefa KEP.

## Działalność
W marcu 2013, po zakończeniu obrad 382. Zebrania plenarnego KEP, w czasie których powołano urząd Delegat KEP ds. ochrony dzieci i młodzieży, abp Wojciech Polak, któremu powierzono tę funkcję  wziął udział w konferencji prasowej, podczas której zaprezentowano po raz pierwszy dane statystyczne nt. wykorzystywania seksualnego w Kościele w Polsce.
Arcybiskup Polak i Kierownik Biura Delegata koordynowali działania organizacyjne związane z rozpoczęciem funkcjonowania Fundacji Świętego Józefa oraz współpracy z zakonami męskimi i żeńskimi.
Z inicjatywy Delegata KEP ds. ochrony dzieci i młodzieży w 2020 zostały opracowane materiały duszpasterskie Modlitwa zranionego Kościoła, przygotowane jako pomoc w przeżyciu I piątku wielkiego postu, ustanowionego przez KEP Dniem modlitwy i pokuty za grzech wykorzystania seksualnego. Materiały duszpasterskie są przygotowane i publikowane co roku we współpracy z duszpasterzami osób pokrzywdzonych.
W 2020 po filmie braci Sekielskich Zabawa w chowanego, Delegat KEP zwrócił się poprzez nuncjaturę do Stolicy Apostolskiej o wszczęcie postępowania kanonicznego nakazanego przez motu proprio papieża Franciszka Vos estis lux mundi, ze względu na zaniechania wymaganego prawem działania w diecezji kaliskiej przez bp. Edwarda Janiaka.  Abp Polak poinformował jednocześnie, odpowiadając na stawiane mu zarzuty, że złożenie zawiadomienia nie jest przesądzeniem o winie, ponieważ osąd w tej sprawie należy wyłącznie do Stolicy Apostolskiej.
W 2021 po opublikowaniu raportu dominikańskiej komisji badającej sprawę o. Pawła M., a także po opublikowaniu przez o. Tarsycjusza Krasuckiego OFM wyników kościelnego postępowania w sprawie ks. Andrzeja Dymera, Delegat KEP wsparł osoby pokrzywdzone nadużyciami i przestępstwami seksualnymi, których dopuścili się duchowni.  Ponadto kierownik Biura Delegata KEP ks. Piotr Studnicki informował również o interwencjach abp. Wojciecha Polaka w związku z wypowiedziami o. Tadeusza Rydzyka, dyrektora Radia Maryja oraz bp. Antoniego Długosza, które bagatelizowały dramat wykorzystania seksualnego.
10 maja 2021 Delegat KEP przewodnicząc kościelnemu zespołowi spotkał się z Państwową Komisją ds. Pedofilii. W czasie tego spotkania strona kościelna potwierdziła świadomość ciążącego obowiązku powiadamiania właściwych państwowych organów ścigania o każdym ujawnionym przestępstwie wykorzystania seksualnego małoletnich oraz współpracy z tymi organami. Zastrzeżenia wzbudził postulat Państwowej Komisji dotyczący przekazywania całości akt procesów kanonicznych.
Biuro Delegata KEP odpowiadało za przygotowania organizacyjne do międzynarodowej konferencji Kościołów Europy Środkowo-Wschodniej Our common mission of safeguarding God’s children, która odbyła się w dniach 19–22 września 2021 w Warszawie.
Abp Wojciech Polak jest autorem wprowadzeń do publikacji poświęconym wykorzystaniu seksualnemu w Kościele: Łzy niewinności, Odpowiedź Kościoła na dramat wykorzystania seksualnego małoletnich”– aspekt prawny , Zranieni. Rozmowy o wykorzystywaniu seksualnym w Kościele.
14 marca 2024 r., biskupi ponowili wybór abp. Polaka na drugą kadencję na stanowisku Delegata KEP ds. ochrony dzieci i młodzieży.

## Biuro Delegata Konferencji Episkopatu Polski ds. ochrony dzieci i młodzieży

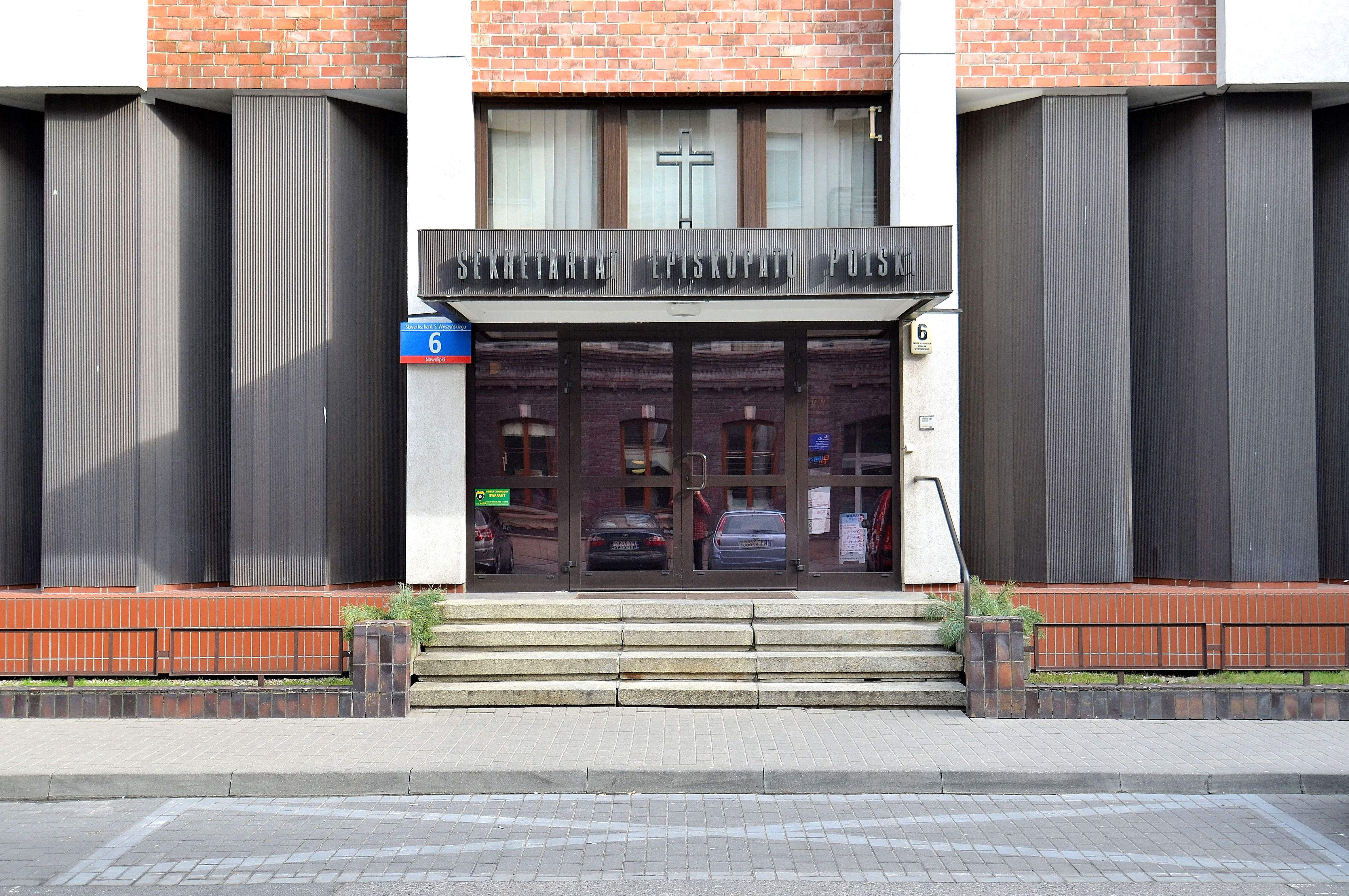
Budynek Sekretariatu KEP, w którym znajduje się Biuro Delegata KEP ds. ochrony dzieci i młodzieży

Biuro Delegata KEP ds. ochrony dzieci i młodzieży jest instytucją wspierającą Delegata KEP ds. ochrony i młodzieży i ma siedzibę w budynku Sekretariatu Konferencji Episkopatu Polski przy skwerze kard. S. Wyszyńskiego 6 w Warszawie.
Biuro zostało powołane do swej działalności przez biskupów 14 czerwca 2019, a 2 września 2019 rozpoczęło swoją pracę pod kierownictwem ks. Piotra Studnickiego z diecezji krakowskiej, który wcześniej był koordynatorem medialnym Centrum Ochrony Dziecka. Od stycznia 2025 funkcję kierownika Biura sprawuje ks. Wojciech Rzeszowski z diecezji gnieźnieńskiej.
Do zadań Biura należy:
- wsparcie pracy Delegata KEP ds. ochrony dzieci i młodzieży w wypracowywaniu i wdrażaniu systemowych rozwiązań dla Kościoła w Polsce, które służą ochronie małoletnich i pomocy pokrzywdzonym
- monitorowanie systemu pomocy na poziomie ogólnopolskim
- indywidualna pomoc osobom pokrzywdzonym
- komunikacja wewnątrzkościelna
- komunikacja zewnętrzna i kontakty z mediami
- współpraca międzynarodowa.